# Thomas Sumter junior
Thomas Sumter Jr. (* 30. August 1768 in Stateburg, Sumter County, Province of South Carolina; † 15. Juni 1840 ebenda) war ein US-amerikanischer Politiker. Zwischen 1804 und 1806 war er Vizegouverneur des Bundesstaates South Carolina.

## Werdegang
Thomas Sumter war der Sohn des gleichnamigen Thomas Sumter Sr. (1734–1832), General im Unabhängigkeitskrieg, der danach den Staat South Carolina in beiden Kammern des Kongresses vertrat. Über seine Jugend und Schulausbildung ist nichts überliefert. Politisch schloss er sich der von Thomas Jefferson gegründeten Demokratisch-Republikanischen Partei an. Im Jahr 1800 wurde er Privatsekretär des amerikanischen Botschafters in Frankreich, Robert R. Livingston. Präsident Jefferson bot Sumter im Jahr 1803 das Amt des Gouverneurs im neu erworbenen Louisiana-Territorium an, das dieser aber ablehnte.
1804 wurde Sumter von der South Carolina General Assembly an der Seite von Paul Hamilton zum Vizegouverneur seines Staates gewählt. Dieses Amt bekleidete er zwischen dem 7. Dezember 1804 und dem 9. Dezember 1806. Dabei war er Stellvertreter des Gouverneurs. Er war auch in der Staatsmiliz aktiv, in der er es bis zum Oberst brachte. Dabei kommandierte er ein einst von seinem Vater aufgestelltes Regiment. Zwischen 1809 und 1819 war Sumter amerikanischer Gesandter in Brasilien. Anschließend kehrte er nach South Carolina zurück. Er starb am 15. Juni 1840. Sein Sohn Thomas De Lage Sumter (1809–1874) war zwischen 1839 und 1843 Kongressabgeordneter in Washington, D.C.